# بلوة (شوي بانة)
بلوة (بالفارسية: بلوه) هي قرية تقع في إيران في البلدة المركزية. يقدر عدد سكانها بـ 22 نسمة بحسب إحصاء 2016.